# Speak of the Devil
A Speak of the Devil Ozzy Osbourne első koncertalbuma, mely 1982 november 27-én jelent meg. Az anyagot 1982. szeptember 26-27-én rögzítették New Yorkban a The Ritz hotelnél.
Az album borítóján Ozzy látható szarvakkal és véres szájjal. Amerikában Ozzy száját a borítón letakarták, de ez csak addig tartott, ameddig Ozz rá nem jött erre, így rövidesen eredeti borítókkal ment az üzletekbe a lemez. Ezen a lemezen már Brad Gillis a Night Ranger gitárosa hallható, aki a nemrég elhunyt Randy Rhoads helyett lépett be a csapatba. Az albumot eredetileg Ozzy eddig elkészített szólólemezeinek az élő kortárs dokumentumaként szándékoztak kiadni, de Randy Rhoads iránti tiszteletből inkább Black Sabbath dalokat választottak.

## Album számai
1. Symptom of the Universe – 5:41
2. Snowblind – 4:56
3. Black Sabbath – 6:04
4. Fairies Wear Boots – 6:33
5. War Pigs – 8:35
6. The Wizard – 4:43
7. N.I.B. – 5:35
8. Sweet Leaf – 5:55
9. Never Say Die! – 4:18
10. Sabbath Bloody Sabbath – 5:34
11. Iron Man / Children of the Grave – 9:12
12. Paranoid – 3:10

## Közreműködők
- Ozzy Osbourne – ének
- Brad Gillis – gitár
- Rudy Sarzo – basszusgitár
- Tommy Aldridge – dobok